# Dongkan
Dongkan är en ort i Kina. Den ligger i provinsen Jiangsu, i den östra delen av landet, omkring 240 kilometer nordost om provinshuvudstaden Nanjing. Antalet invånare är 72 789.
Runt Dongkan är det tätbefolkat, med 636 invånare per kvadratkilometer. Dongkan är det största samhället i trakten. Trakten runt Dongkan består till största delen av jordbruksmark.
Genomsnittlig årsnederbörd är 1 005 millimeter. Den regnigaste månaden är juli, med i genomsnitt 252 mm nederbörd, och den torraste är december, med 20 mm nederbörd.